# Николаевка (Ольховатская сельская община)
Никола́евка (укр. Миколаївка) — посёлок в Ольховатской сельской общине Купянского района Харьковской области Украины.
Код КОАТУУ — 6321483003. Население по переписи 2001 г. составляет 4 (1/3 м/ж) человека.

## Географическое положение
Посёлок Николаевка находится возле железнодорожной станции Разорённое; примыкает к селу Юрьевка; на расстоянии в 1 км проходит автомобильная дорога Т-2115.

## История
- 1799 — дата основания.
- До 17 июля 2020 года входило в Великобурлукский район.
- До 2020 входило в Федоровский сельский совет, Великобурлукский район, Харьковская область.

## Экономика
- В селе при СССР была молочно-товарная ферма.